# Артистичне плавання на Чемпіонаті світу з водних видів спорту 2022 — змішаний дует, довільна програма
Змагання з синхронного плавання в довільній програмі змішаних дуетів на Чемпіонаті світу з водних видів спорту 2022 відбулися 24 і 25 червня 2022 року.

## Результати
Попередній раунд розпочався 24 червня о 10:00 за місцевим часом. Фінал відбувся 25 червня о 13:30 за місцевим часом.
Зеленим позначено фіналістів
| Місце | Країна      | Плавці та плавчині                      | Попередній раунд | Попередній раунд | Фінал   | Фінал |
| Місце | Країна      | Плавці та плавчині                      | Очки             | Місце            | Очки    | Місце |
| ----- | ----------- | --------------------------------------- | ---------------- | ---------------- | ------- | ----- |
| 1     | Італія      | Джорджо Мінісіні Лукреція Руджеро       | 90.5000          | 1                | 90.9667 | 1     |
| 2     | Японія      | Томока Сато Йотаро Сато                 | 88.9000          | 2                | 89.7333 | 2     |
| 3     | Китай       | Ши Хаоюй Чжан Їяо                       | 87.8333          | 3                | 88.4000 | 3     |
| 4     | Іспанія     | Емма Гарсія Пау Рібес                   | 86.1667          | 4                | 87.1333 | 4     |
| 5     | США         | Клаудія Колетті Кеннет Ґоде             | 83.6000          | 5                | 85.2000 | 5     |
| 6     | Колумбія    | Дженніфер Серкера Густаво Санчес        | 81.4667          | 6                | 83.0667 | 6     |
| 7     | Казахстан   | Едуард Кім Жаклін Якімова               | 80.3000          | 7                | 82.3000 | 7     |
| 8     | Бразилія    | Фабіано Феррейра Габріела Реглі         | 77.2333          | 8                | 78.7667 | 8     |
| 9     | Словаччина  | Йожеф Солімосі Сільвія Солімосьова      | 73.8333          | 9                | 75.1000 | 9     |
| 10    | Таїланд     | Кантінан Адісайсірібутр Воранан Тоомчай | 67.4333          | 10               | 68.1333 | 10    |
| 11    | Пуерто-Рико | Хав'єр Руйсанчес Ніколь Торренс         | 66.4000          | 11               | 65.7000 | 11    |
| 12    | Куба        | Анді Авіла Кареліс Вальдес              | 64.5333          | 12               | 64.6333 | 12    |
| 13    | ПАР         | Лаура Струґнелл Айртон Свіні            | 63.6000          | 13               |         |       |